# 柯克·里特
柯克·里特（英語：Kirk Wesley Rueter，1970年12月1日—），前美國職棒大聯盟左投手，主要擔任先發投手。他曾經在大聯盟打了13個球季；從1993年至2005年，分別效力於蒙特婁博覽會和舊金山巨人隊。

## 業餘時代
里特出生於伊利諾州的森特勒利亞，在霍伊爾頓長大。1988年，畢業於納什維爾的納什維爾99區社區高中；他也曾效力莫瑞州立大學棒球隊。

## 職業生涯

### 蒙特婁博覽會
1991年美國職棒大聯盟選秀會，里特在第18輪被蒙特婁博覽會隊選中；6月21日，他與博覽會隊簽下合約。1993年7月7日，22歲的里特首度升上大聯盟；先發上場面對舊金山巨人隊，投出8又1/3局無失分、三振5次的優異表現，僅被打出2支安打和投出3次四壞球保送，並順利拿下勝投。他在新人球季出賽14場，繳出8勝0敗、防禦率2.73的成績；名列國家聯盟年度最佳新人獎票選第7名。
1996年7月30日，博覽會隊將里特和投手提姆·史考特交易到舊金山巨人隊，換取投手馬克·萊特。他在博覽會隊總計出賽59場，繳出25勝12敗、防禦率4.03的成績。

### 舊金山巨人
交易到巨人隊後，里特成為球隊最可靠的先發投手之一。1997年，他在巨人隊第一個完整球季的表現就非常成功；出賽32場，繳出13勝6敗、防禦率3.45的成績，並送出生涯最高的115次三振。1998年，儘管里特締造生涯最高的單季16勝，但防禦率比上季提高；187又2/3局的投球中，防禦率為4.36。1999年，在隊友砲火的支援下，儘管防禦率高達5.41，他還是拿下15勝，同時包含被對手轟出的28支全壘打。
2000年4月11日，里特擔任巨人隊主場太平洋貝爾球場開幕戰的先發投手（大聯盟首戰為客場）；主投6局失掉4分，被打出8支安打和投出3次四壞球保送，其中包含凱文·埃爾斯特的2發全壘打，吞下敗投。球季結束後，他的防禦率下降到3.96，同時還拿下11場勝投。
對許多球迷來說，里特被視為「巨人人」是在2000年國聯分區賽第2戰中精彩的表現。當先發投手尚恩·埃斯特斯扭傷腳踝後，他接替上場主投4又1/3局無失分，僅被擊出3支安打。
2002年，從統計數據來看，巨人隊打進世界大賽的這個球季，也是里特最出色的一年；整季出場33場，投球局數為生涯最高的203又2/3局，繳出14勝8敗、防禦率3.23的成績。他也在世界大賽第4、第7戰上場投球；第4戰先發上場，主投6局失掉3分，無關勝敗；第7戰則是在比數落後時以後援身分上場，4局的投球無失分，成功封鎖安那罕天使隊打線。可惜最終巨人隊打線後繼無力，沒能拿到世界大賽冠軍。
2003年，儘管里特出賽27場拿下10勝5敗的成績，但防禦率退步到4.53；並且在整個球季都遭遇控球問題，投出47次四壞球保送，但僅有41次三振，生涯首次四壞球保送數超過三振。2004年，他的投球表現開始走下坡，出賽33場繳出9勝12敗、防禦率4.73的成績；延續上個球季的控球問題仍舊沒有改善，投出56次三振，但卻有66次四壞球保送，四壞球保送數再次超過三振。
2005年，里特在繳出2勝7敗、防禦率5.95的成績後，遭到巨人隊指定派遣；他的角色定位也從先發轉為牛棚。里特在巨人隊的第10個球季以爭論告終，抱怨自己不得不退出牛棚；身為巨人隊球員的最後41天只出賽3場，其中包含2場比數落後較多的長中繼。8月14日，他遭到球隊釋出。
2006年3月6日，里特在大聯盟奮鬥13個球季後正式宣布退休。他成為舊金山巨人時代（前身為紐約巨人）左投手勝投數的隊史紀錄保持者（2018年7月8日，麥迪森·邦加納打破紀錄）；職業生涯130場勝投，有105場穿著巨人隊制服。統計至2020年，里特的勝投數為隊史紀錄第22名；舊金山巨人時代則是第5名，前4名分別為胡安·馬里寇爾（238勝）、蓋洛·佩里（134勝）、麥迪森·邦加納（119勝）和蒂姆·林斯肯（108勝）。
2006年8月19日，巨人隊於主場舉辦「柯克·里特紀念日」；賽前頒獎典禮上為致敬其職業生涯，製作一個真人大小的里特搖頭娃娃，並招待里特和家人一趟夏威夷之旅。2008年9月23日，為了紀念巨人隊搬遷至舊金山50週年， 名人牆揭幕以表彰43名兼具年資與成就的退役球員，里特也名列其中。

## 球探報告
整個職業生涯中，里特主要以控球和變速球來解決打者，他的快速球球速很少達到90英里。他的球種有變速球、快速球、伸卡球、曲球、切球和滑球。里特還是一名優秀的守備員，整個職業生涯中的防守指數都很高。他的守備率高達9成88；1918局中，總計581次守備機會，只有7次失誤。
有些人相信里特的衰退來自於QuesTec公司的裁判資訊系統（UIS）；由於他的成功主要是能夠將球投進「好球帶的邊邊角角」，而該系統有效地奪走這項能力，因為它促使裁判對好壞球的判決更加嚴格。里特從來就不是一個三振型投手；職業生涯中，只有2個球季的三振數超過100次。前隊友里奇‧奧里利亞說：「他非常、非常有能力用自身武器取勝，因為他相信自己的能力，總是能投出自己的優勢。」

## 個人生活
里特的特色是快節奏的投球風格與那對大耳朵。他與妻子和2個女兒一起居住在伊利諾州的納什維爾；他的家因其「棚屋」而聞名，這是一間大型娛樂設施，裡面放滿了遊戲和運動紀念品。里特在職業生涯的休賽季期間會居住在此；當巨人隊在賽季移師聖路易時，他也會邀請球隊到這裡放鬆一下。
儘管里特從未就讀北卡羅來納大學，他卻是北卡羅來納柏油腳跟男子籃球隊的忠實球迷。

## 職棒生涯成績
| 年度 | 球隊 | 勝場 | 敗場 | 防禦率 | 場次 | 先發 | 完投 | 完封 | 中繼 | 救援 | 局數   | 被安打 | 被全壘打 | 四壞 | 奪三振 | WHIP |
| 1993 | MON  | 8    | 0    | 2.73   | 14   | 14   | 1    | 0    | 0    | 0    | 85.2   | 85     | 5        | 18   | 31     | 1.20 |
| 1994 | MON  | 7    | 3    | 5.17   | 20   | 20   | 0    | 0    | 0    | 0    | 92.1   | 106    | 11       | 23   | 50     | 1.40 |
| 1995 | MON  | 5    | 3    | 3.23   | 9    | 9    | 1    | 1    | 0    | 0    | 47.1   | 38     | 3        | 9    | 28     | 0.99 |
| 1996 | MON  | 5    | 6    | 4.58   | 16   | 16   | 0    | 0    | 0    | 0    | 78.2   | 91     | 12       | 22   | 30     | 1.44 |
| 1996 | SFG  | 1    | 2    | 1.93   | 4    | 3    | 0    | 0    | 0    | 0    | 23.1   | 18     | 0        | 5    | 16     | 0.99 |
| 1996 | 合計 | 6    | 8    | 3.97   | 20   | 19   | 0    | 0    | 0    | 0    | 102.0  | 109    | 12       | 27   | 46     | 1.33 |
| 1997 | SFG  | 13   | 6    | 3.45   | 32   | 32   | 0    | 0    | 0    | 0    | 190.2  | 194    | 17       | 51   | 115    | 1.28 |
| 1998 | SFG  | 16   | 9    | 4.36   | 33   | 33   | 1    | 0    | 0    | 0    | 187.2  | 193    | 27       | 57   | 102    | 1.33 |
| 1999 | SFG  | 15   | 10   | 5.41   | 33   | 33   | 1    | 0    | 0    | 0    | 184.2  | 219    | 28       | 55   | 94     | 1.48 |
| 2000 | SFG  | 11   | 9    | 3.96   | 32   | 31   | 0    | 0    | 0    | 0    | 184.0  | 205    | 23       | 62   | 71     | 1.45 |
| 2001 | SFG  | 14   | 12   | 4.42   | 34   | 34   | 0    | 0    | 0    | 0    | 195.1  | 213    | 25       | 66   | 83     | 1.43 |
| 2002 | SFG  | 14   | 8    | 3.23   | 33   | 33   | 0    | 0    | 0    | 0    | 203.2  | 204    | 22       | 54   | 76     | 1.27 |
| 2003 | SFG  | 10   | 5    | 4.53   | 27   | 27   | 0    | 0    | 0    | 0    | 147.0  | 170    | 14       | 47   | 41     | 1.48 |
| 2004 | SFG  | 9    | 12   | 4.73   | 33   | 33   | 0    | 0    | 0    | 0    | 190.1  | 225    | 21       | 66   | 56     | 1.53 |
| 2005 | SFG  | 2    | 7    | 5.95   | 20   | 18   | 0    | 0    | 0    | 0    | 107.1  | 131    | 12       | 47   | 25     | 1.66 |
| 13年 | 13年 | 130  | 92   | 4.27   | 340  | 336  | 4    | 1    | 0    | 0    | 1918.0 | 2092   | 220      | 582  | 818    | 1.39 |

## 外部連結
- 球員資訊和成績在MLB，ESPN，Baseball-Reference，Fangraphs，Baseball-Reference (Minors)（英文）